# 栄川運河橋

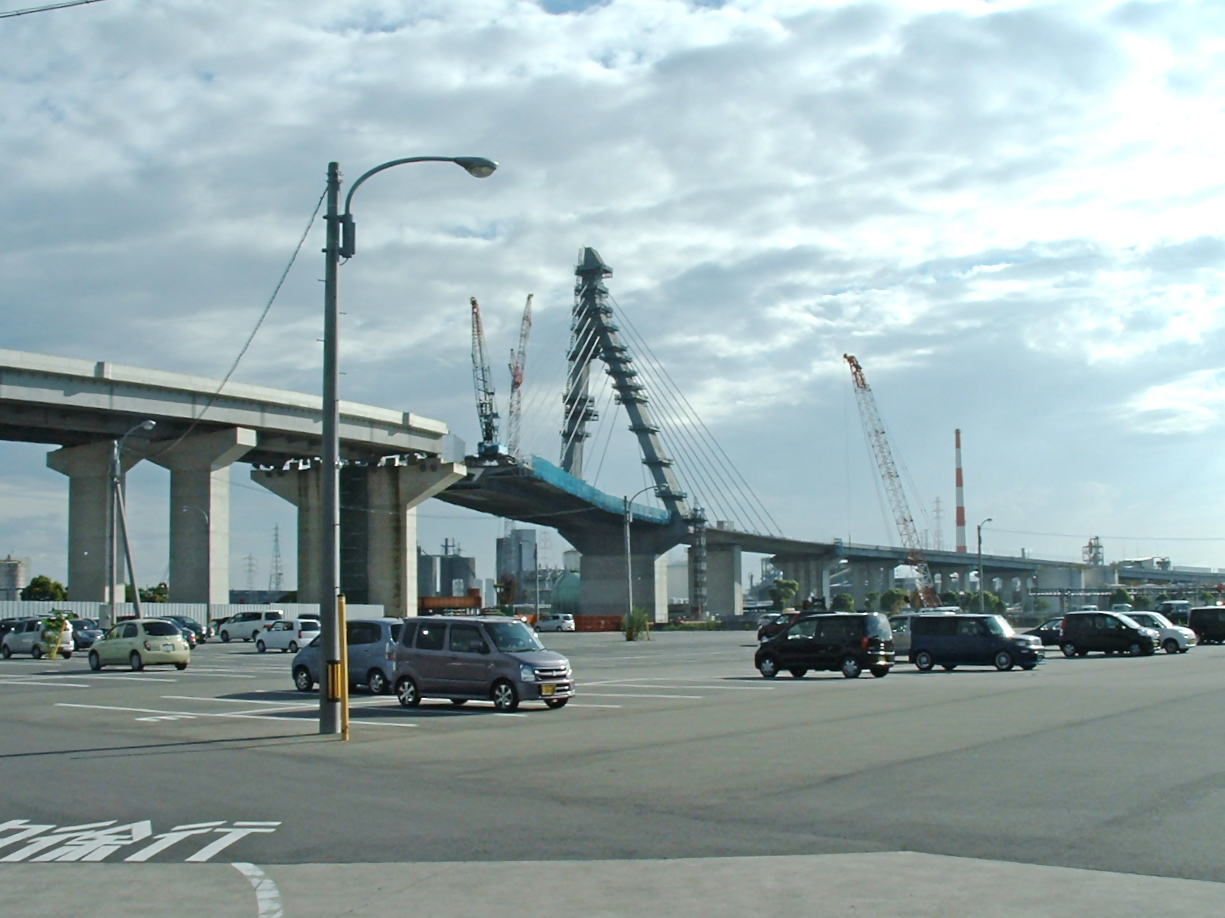
建設中の栄川運河橋

栄川運河橋（さかえがわうんがきょう）は、山口県宇部市の宇部港栄川運河に架かる宇部湾岸道路の道路橋（斜張橋）。

## 概要
2011年（平成23年）8月21日に開通した。宇部湾岸道路を通し、山口県宇部市助田町の栄川運河両岸を結ぶ。
宇部市臨海部の工場群を通ることから土地制約が大きく、また栄川運河の航路を確保するため少ない橋脚で架橋できる形式を選定する必要があり、S字型曲線かつ鋼とコンクリートの複合構造の斜張橋という形式が採られた。日本国内ではかつしかハープ橋に次ぐ2番目となるS字型一面吊り曲線斜張橋であり、複合構造のS字型曲線斜張橋としては国内初である。主塔の高さは海面から100mあり、宇部市の新たなランドマークとなっている。
宇部港栄川運河周辺は海岸に近く強風の影響を受けやすいため、主塔の設計時には九州工業大学の協力を得て風洞実験を実施しており、橋梁の両側には風を上下に受け流して揺れを防ぐためにフェアリングを設置している。
山口県のホームページやパンフレット等に掲載されている完成予想図では主塔の色は白となっているが、実際には防錆用の金属塗装が吹き付けられており灰色の塗装となっている。
橋名板は、久保田后子宇部市長の揮毫により製作された。

### 橋梁データ
- 延長：290 m
- 橋梁：3径間連続複合曲線斜張橋
- 支間長：190 m + 53 m + 47m
- 全体幅員：23.744m-25.550m
- 車道幅員：14 m（3.5 m × 4）
- 着工：2008年（平成20年）3月
- 完成：2011年（平成22年）5月
- 設計速度：80 km/h
- 高さ：27 m
- 塔高：100 m（海面から）